# NGC 5595
NGC 5595 este o galaxie situată în constelația Balanța. A fost descoperită în 14 mai 1784 de către William Herschel. Se află la o distanță de 32,36 de megaparseci de Pământ.